# Вадим (станція)
Вадим — проміжна залізнична станція 4-го класу Херсонської дирекції Одеської залізниці на лінії Херсон — Джанкой між станціями Каланчак (13 км) та Армянськ (11 км). Розташована у селі Преображенка Скадовського району Херсонської області.
Нині станція є тупиковою, а також — передатною з Одеської на Придніпровську залізницю (станція Армянськ).

## Історія
Станція Вадим відкрита у 1944 році.
З 27 грудня 2014 року, відповідно Постанови Кабінету Міністрів України припинено залізничне сполучення з Кримом. Відтак у напрямку сусідньої з боку Криму станції Армянськ відсутній будь-який рух поїздів.
З 24 лютого 2022 року, з початку російського вторгнення в Україну, станція  захоплена російськими окупантами, рух поїздів по станції «Укрзалізницею» тимчасово до деокупації припинений. Станція використовувалася РЗ (рос. РЖД) для підвезення озброєння та іншого майна для окупаційних військ на тимчасово окупованих територіях Херсонської області.

## Пасажирське сполучення
Станція є кінцевим пунктом для двох пар приміських поїздів сполученням Херсон — Вадим.
До 2018 року курсували приміські поїзди:
| Розклад руху приміських поїздів по станції Вадим станом на 2018 рік | Розклад руху приміських поїздів по станції Вадим станом на 2018 рік | Розклад руху приміських поїздів по станції Вадим станом на 2018 рік | Розклад руху приміських поїздів по станції Вадим станом на 2018 рік | Розклад руху приміських поїздів по станції Вадим станом на 2018 рік                                                        |
| №                                                                   | Маршрут сполучення                                                  | Час прибуття                                                        | Час відправлення                                                    | Примітка |
| ------------------------------------------------------------------- | ------------------------------------------------------------------- | ------------------------------------------------------------------- | ------------------------------------------------------------------- | --- |
| 6578/6577                                                           | Вадим — Миколаїв-Вантажний                                          | —                                                                   | 04:33                                                               | Через Херсон |
| 6572/6571                                                           | Миколаїв-Вантажний — Вадим                                          | 11:00                                                               | —                                                                   | Через Херсон |
| 6201                                                                | Херсон — Вадим                                                      | 11:35                                                               | —                                                                   | Без зупинок: Рачівка, Колос, Новокиївка, Путейська, Кіндийка. Узгоджена пересадка по ст. Херсон з прибуттям поїзда з Києва |
| 6202                                                                | Вадим — Херсон                                                      | —                                                                   | 12:00                                                               | Без зупинок Рачівка, Колос, Новокиївка, Путейська, Кіндийка                                                                |
| 6574/6573                                                           | Вадим — Миколаїв-Вантажний                                          | —                                                                   | 16:30                                                               | Через Херсон |
| 6203                                                                | Херсон — Вадим                                                      | 17:05                                                               | —                                                                   | без зупинок: Рачівка, Колос, Новокиївка, Путейська, Кіндийка.                                                              |
| 6204                                                                | Вадим — Херсон                                                      | —                                                                   | 17:30                                                               | Без зупинок: Рачівка, Колос, Путейська, Кіндийка. Узгоджена пересадка зі ст. Херсон на поїзд до Києва                      |
| 6576/6575                                                           | Миколаїв-Вантажний — Вадим                                          | 22:56                                                               | —                                                                   | Через Херсон |